# Бекер, Арт
Артур К. «Арт» Бекер (англ. Arthur C. "Art" Becker; родился 12 января 1942 года в Акроне, Огайо) — американский профессиональный баскетболист, выступал в Американской баскетбольной ассоциации, отыграв шесть неполных из девяти сезонов её существования. Чемпион АБА в сезоне 1969/1970 годов в составе команды «Индиана Пэйсерс».

## Ранние годы
Арт Бекер родился 12 января 1942 года в городе Акрон (штат Огайо), затем переехал в город Финикс (штат Аризона), где учился в средней школе Кэмелбак, в которой играл за местную баскетбольную команду.